# Xuxa
Xuxa, egentligen Maria da Graça Meneghel, född 27 mars 1963 i Santa Rosa i Rio Grande do Sul, är en brasiliansk skådespelerska och programledare i TV. Hon har italienska, tyska och polska rötter.